# اليوم العالمي للسمع

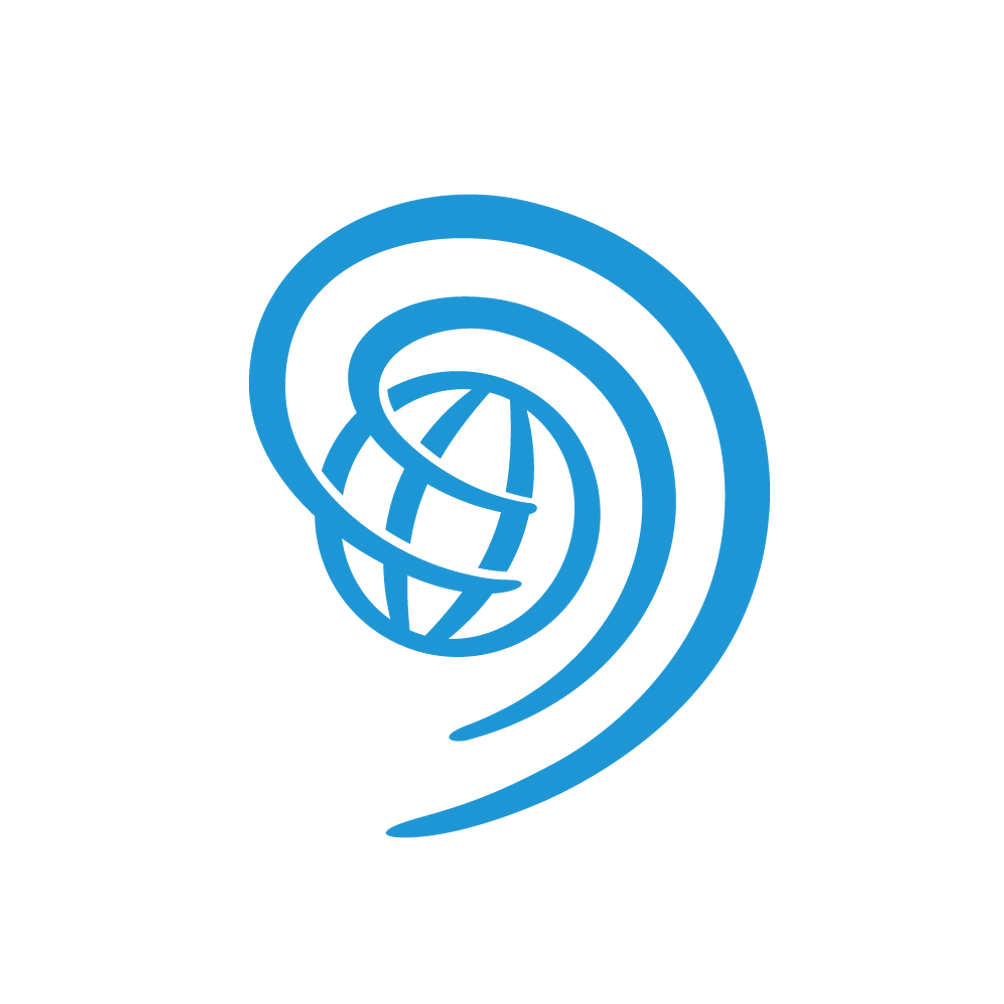

اليوم العالمي للسمع هو حملة سنوية ينظمها مكتب الوقاية من العمى والصمم، التابع لمنظمة الصحة العالمية. تُقام الأنشطة حول العالم، وتستضيف منظمة الصحة العالمية الحدث في الثالث من مارس/آذار. تتمثل أهداف الحملة في مشاركة المعلومات، وتعزيز الإجراءات التي تهدف إلى الوقاية من فقدان السمع وتحسين رعاية السمع. انعقد الحدث الأول عام 2007، وكان يُعرف قبل عام 2016 بـ اليوم العالمي للعناية بالأذن. تختار منظمة الصحة العالمية موضوعًا مختلفًا كل عام، وتطور وسائل تعليمية وتوفرها مجانًا بعدة لغات. كما تنسق وتعلن عن الأحداث المقامة حول العالم.

## 2019
كان موضوع حملة عام 2019 "افحص سمعك"، إذ تشير المعلومات الآتية من الدول المتقدمة والنامية على حدٍ سواء، أن إهمال معالجة صعوبات السمع يمثل جزءًا كبيرًا من العبء المرتبط بفقدان السمع.
تشير دراسة أُجريت في المملكة المتحدة، أن 20% فقط من الذين يعانون من مشاكل السمع يسعون للعلاج. كما ذكرت دراسة نُفذت في جنوب إفريقيا، أن الأفراد الذين يعانون من صعوبات السمع ينتظرون ما بين 5 و16 عام إلى أن يبدأوا البحث عن التشخيص والعلاج. تم تسجيل 291 حدث ونشاط، من 81 بلد، وسيتوفر وصفهم في التقرير السنوي. أصدرت منظمة الصحة العالمية يوم 25 فبراير/شباط 2019، تطبيق الهواتف المحمولة المجاني "hearWHO"، والذي يساعد الأشخاص في فحص سمعهم بانتظام، للتدخل مبكرًا في حالة فقدان السمع. يستهدف التطبيق الأشخاص المهددين بفقدان السمع، أو الذين يعانون بالفعل من الأعراض المرتبطة بفقدان السمع.
Wiki4WorldHearingDay 2019 هو ماراثون تحرير -إديتاثون-، وهو جزء من أنشطة حملة عام 2019، لتوفير مساهمات المحتوى المتعلق بالسمع على ويكيبيديا بعدة لغات. وردت تقارير عن هذه الأنشطة في لوحة معلومات ويكيميديا. بالإضافة إلى ذلك، عُقد لقاء مع باحثين من عدة منظمات حيث قدموا عروض توضيحية. من بين هذه المنظمات، HEAR في سينسيناتي، والمعهد الوطني للسلامة والصحة المهنية، والمركز الوطني للعيوب الخلقية والإعاقة التنموية، والمركز الوطني لصحة البيئة، ومن مراكز مكافحة الأمراض واتقائها، ومن محرر ويكيبيديا المقيم من المركز الوطني للسلامة والصحة المهنية، ومستشار ويكيبيديا لمؤسسة كوكرين. يمكن الاطلاع على التسجيل عبر الإنترنت.

## الأعوام السابقة
كان موضوع اليوم العالمي للسمع عام 2018 "اسمعوا صوت المستقبل"، لتسليط الضوء على الأعداد المتزايدة للأشخاص الذين سيعانون من فقدان السمع في العقود القادمة.
كان موضوع عام 2017 "مكافحة فقدان السمع: استثمار رشيد"، وركز على التأثير الاقتصادي لفقدان السمع.
كان موضوع عام 2016 "فقدان السمع في الطفولة: حان وقت العمل، وإليكم سُبُل العمل"، وقدَّم معلومات عن تدابير الصحة العامة التي يمكن أن تمنع نسبة كبيرة من حالات فقدان السمع في الأطفال.
كان موضوع عام 2015 "اجعل الاستماع مأمونًا"، الذي لفت الانتباه إزاء مشكلة فقدان السمع المتزايدة بسبب التعرض للضوضاء في الأماكن الترفيهية.

## وصلات خارجية
- منظمة الصحة العالمية، الوقاية من العمم والصمم، اليوم العالمي للسمع